# フォーリング・ディープ
「フォーリング・ディープ」 (Falling Deep)は、イギリスの歌手、ウィル・ヤングが発表した楽曲で、2024年4月18日に9枚目のオリジナル・アルバム『ライト・イット・アップ』から1枚目の先行シングルとして発売された。

## 背景
ウィル・ヤングはこの数年間、双子の兄弟の自殺や近親者を亡くした男を題材にした独り舞台などを経験してきた。舞台に再び挑戦したことは音楽制作を再び楽しめるようになるための手助けになったと語っている。またオーディション番組出身ということで見下されてきたこともあり、ポップ音楽に抗ったこともあったが、今は楽しめるようになったとも語った。

## 解説
曲調は70年代後半から80年代を意識しており、自身のポップ・ミュージックのルーツを振り返ったものになったとウィルは語った。
楽曲はアルバムの発表とツアーの開催と同時に発表され、プロモーションビデオの中でウィルはABBA風の茶色のスーツを着用し、80年代にインスパイアされたアルバムについてプレゼンした。

## ミュージック・ビデオ
ビデオにはウィルと同じ年頃のダンサーが起用された、これについて「ダンサー界は全てのパフォーマーに若さを求めるきらいがあるが、歳を重ねたダンサー達には優雅さと知恵が備わっている。僕はそんな同世代のダンサーと仕事がしたかった。」と語っている。